# Суза
Суза (на персийски: شوش Шуш; на иврит: שושן Шушан) е сред най-древните градове на Земята и столица на Елам, преди да бъде завладян от асирийците, предполагаемо основан около 4200 г. пр.н.е.
Намира се на 250 km източно от река Тигър, в днешен югозападен Иран, равнинен Хузестан.

## История
Първите следи от постоянно обитаване на района на Суза датират от 7000 г. пр.н.е. Керамика с рисунки, намерена при разкопки на територията на древния град е отнесена към 5000 г. пр.н.е.
През 13 век пр.н.е. еламитите завладяват Месопотамия и отнасят в столицата си Суза каменната колона, на която е записан Законникът на Хамурапи. През 650 г. пр.н.е. Ашурбанипал, владетелят на Асирия, напълно разрушава Суза, след което държавата на еламитите просъществува само още близо век.
През 5 век пр.н.е. под името Сузиана, градът става резиденция на завладелите Елам Ахемениди, които век по-рано основават и съграждат Персеполис.
Ранната антична история на Суза е свързана и със завоевателния походи на Александър Велики към Индия. Стигайки до Суза в последния си поход, античният завоевател на Азия заповядал на македонските си офицери да си вземат персийски съпруги. Бракосъчетанията предизвикали дълбоко неодобрение. За Александър Велики династичните бракове били способ за затвърждаване на новата власт в огромната и иначе разнородна нова империя, наследила тази на Ахеменидите. Самият Александър Велики дал личен пример на офицерите си вземайки за жени три съпруги-наложници от покорените страни.

## Археологически разкопки
Мястото на Суза е посочено от археолога Лофтъс (W.K. Loftus) през 1850 г. и се състои от четири могили. Тази, на която се е намирала цитаделата, е разкопана от Жак де Морган в периода 1897 – 1908 г. Неговият екип открива тук обелиск на акадския цар Маништушу, (Manishtusu), стела на наследилия го на трона Нарамсин и законника на Хамурапи, съдържащ правни текстове от Вавилон. На втората могила е бил разположен дворецът на Дарий и разкопките тук са извършени около 1881 г. от французина Марсел Дьолафо (Marcel Dieulafoy). На третата могила е бил разположен царският еламитски град, докато на четвъртата могила са се намирали по-бедните квартали.

## Галерия
- Крилатият сфинкс от двореца на Дарий I
- Гробницата на пророк Даниил
- Нинхурзаг и дървото на живота